# Вулиця Олександра Маламужа
Вулиця Олекса́ндра Маламу́жа — вулиця в Черкасах.

## Розташування
Починається від провулка Громова і простягається на південний схід до вулиці Пастерівської.

## Опис

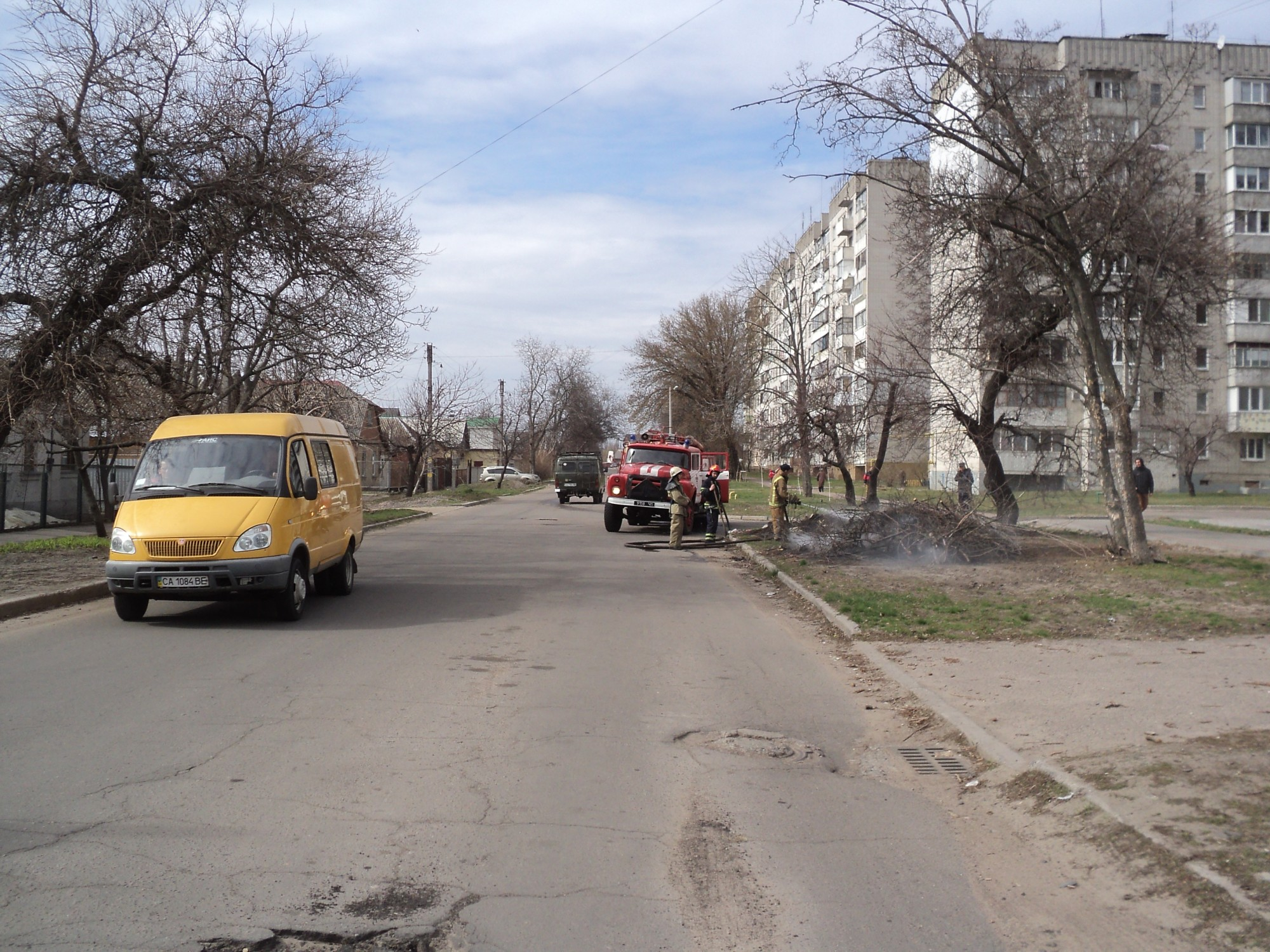
Гасіння пожежі на сміттєзвалищі, березень 2017 року

Вулиця асфальтована.

## Походження назви
Вулиця утворена 1957 року і названа на честь партизана та Героя Радянського Союзу Бориса Луніна. Пізніше вулиця була перейменована на честь новгородського князя Олександра Невського. У лютому 2018 року була перейменована на честь загиблого у війні на сході України земляка Олександра Маламужа.

## Будівлі
До вулиці Максима Залізняка та вся права сторона забудована приватними будинками.